# پیز پستا بیالا
پیز پستا بیالا (به لاتین: Piz Posta Biala) یک کوه در سوئیس است که در کانتون گراوبوندن واقع شده‌است. پیز پستا بیالا ۳٬۰۷۴ متر بالاتر از سطح دریا واقع شده‌است.